# Štěpán Slaný
Štěpán Slaný (* 30. ledna 1983) je český florbalista a bývalý reprezentant. Je hráčem a předsedou klubu FBC Česká Lípa. Dříve hrál mimo jiné za tým FBK Sokol Mladá Boleslav, se kterým získal v nejvyšší soutěži dvě bronzové medaile
Je také komunálním politikem a radním v České Lípě. Dále je spoluorganizátorem hudebních festivalů v rumunském Banátu, kde se pomáhá starat o českou komunitu.

## Florbalová klubová kariéra
Slaný začínal s florbalem v regionálních soutěžích v českolipském klubu FBC Líný F.Š.I. Česká Lípa. V sezóně 2002/2003 přestoupil do klubu USK Slávie Ústí nad Labem, který hrál nejvyšší soutěž. Ústí ale v této sezóně sestoupilo a Slaný přestoupil do FBC Liberec, který naopak postoupil. V Liberci čtyři sezóny pomáhal udržet tým v lize a po sezóně 2006/2007, ve které byl nejproduktivnějším hráčem týmu, přestoupil do FBK Sokol Mladá Boleslav. Za Boleslav hrál pět sezón, z toho v ročnících 2007/2008 a 2009/2010 vybojoval s týmem dvě bronzové medaile.
Paralelně s hraním za Boleslav působil od sezóny 2009/2010 jako trenér a později i manažer druholigového týmu FBC Česká Lípa, jehož založení sám inicioval. V sezóně 2011/2012 tým dovedl k postupu do 1. ligy, po kterém do týmu přestoupil i jako hráč. Za Lípu hrál v 1. lize pět sezón a v ročníku 2016/2017 s ní postoupil do nejvyšší soutěže. Za Českou Lípu následně hrál osm sezon v Superlize a dvakrát s ní postoupil do play off. Od roku 2024 je v klubu i předsedou.
22. března 2025 oznámil po vypadnutí v osmifinále s Královskými Vinohrady přerušení aktivní kariéry. Štěpán Slaný dohromady odehrál v nejvyšší české soutěži včetně play-off 478 utkání, ve kterých zaznamenal 233 branek a 250 asistencí. K tomu navíc v první lize během svého angažmá v České Lípě přidal i s play-off 137 zápasů s bilancí 104 branek a 139 asistencí. Za českou reprezentaci pak 45 utkání s bilancí 7+5. Celkem tak odehrál 660 utkání s bilancí 738 bodů (344+394). Svojí kariéru ukončil ve 42 letech a 50 dnech a stal se tak historicky nejstarším hráčem nejvyšší florbalové soutěže. 

## Florbalová reprezentační kariéra
Slaný reprezentoval Česko na třech mistrovstvích světa mezi lety 2008 a 2012. Na mistrovství v roce 2010 získal bronzovou medaili. Celkem za reprezentaci v pozici obránce odehrál 45 utkání s bilancí 7 branek a 5 asistencí.
| Umístění | Soutěž                             |
| -------- | ---------------------------------- |
| 4.       | Mistrovství světa ve florbale 2008 |
|          | Mistrovství světa ve florbale 2010 |
| 7.       | Mistrovství světa ve florbale 2012 |

## Další florbalové aktivity
Od roku 2008 pořádá v České Lípě florbalový turnaj Salming Floorball Games.
V roce 2014 uspořádal v České Lípě mezinárodní turnaj Euro Floorball Tour, kde Češi dokázali poprvé v historii porazit švédský národní tým a poté ovládnout i celý turnaj.

## Aktivity v Banátu
Mimo sport se věnuje společně s Janem Dubnem a místním rodákem Tiberiu Pospíšilem především charitě a provozování turistických služeb v oblasti českého Banátu v Rumunsku. V česko-rumunské vesnici Eibenthal několik let připravuje Festival Banát (založený v roce 2012), na který jezdí přes 25 českých kapel a přes tisíc českých fanoušků, v minulosti sem zavítala například Mňága a Žďorp, Divokej Bill, Wohnout, Vlasta Redl, Už jsme doma, Zrní apod. V Eibenthale provozuje penzion "U Medvěda", českou restauraci a další služby v cestovním ruchu. Na festival organizátoři vypravují speciální festivalový vlak, který se stal největší speciální osobní výpravou v české i evropské mezinárodní železniční historii. Štěpán Slaný byl s vládním zmocněncem Jiřím Krátkým na začátku iniciativy vyhlášení speciálního projektu Ministerstva zahraničních věcí České republiky, který má za cíl zajistit maximální udržitelnost této specifické oblasti a se svými kolegy v rámci aktivit v oblasti v tomto programu přímo působí (společně s organizacemi Člověk v tísni a Charita).
Za aktivity v Banátu byl v roce 2018 časopisem Forbes vybrán mezi osmnáct inspirativních lidí roku.

## Politická kariéra
Do komunálních voleb v říjnu 2014 kandidoval za sdružení Starostové pro Liberecký kraj a byl zvolen zastupitelem města Česká Lípa. Den před volbami byl napaden kvůli kandidatuře opilci a poraněn. V roce 2018 byl zakladatelem nového hnutí Živá Lípa, kde se sdružilo pět stran – Starostové, TOP 09, Zelení, Spolehnutí a Unie pro sport a zdraví. V následných komunálních volbách Živá Lípa obsadila druhé místo se ziskem 22% a Štěpán Slaný se stal neuvolněným radním a předsedou sportovního výboru a výboru pro cestovní ruch. V roce 2022 s uskupením Živá Lípa opět obsadili druhé místo za vítězným hnutím ANO 2011 a Štěpán Slaný obsadil opět pozici neuvolněného radního.

## Osobní život
V létě 2013 se oženil. V roce 2014 se mu narodila dcera Amálie, v roce 2019 pak syn Albert.